# 天鵝座V819
天鵝座V819，又名BD+47 2945，HD 188439、SAO 48940、HR 7600，是天鵝座的一颗恒星，视星等为6.29，位于銀經81.77，銀緯10.32，其B1900.0坐标为赤經19h 50m 3.6s，赤緯+47° 10.32′ 51″。